# Volkan Şen
Volkan Şen (Bursa, 1987. július 7. –) török válogatott labdarúgó.

## Pályafutása

### Klubcsapatokban
2000-ben a Bursa Merinossporban kezdett el futballozni. Profi karrierjét 2005-ben, 18 évesen a Bursasporban kezdte, majd 2005 és 2007 között ismét kölcsönben játszott a Bursa Merinosspornál. Első szezonjában letette a névjegyét: a bajnokságban 25 mérkőzésen 3 gólt szerzett, és 4 alkalommal lépett pályára a kupában is.
2011 augusztusában négyéves szerződést kötött a Trabzonsporral, átigazolási díja pedig 3,6 millió euró volt. 2013 augusztusában elsírta magát a Trabzonspor szurkolóinak sértegetése után, és végül elhagyta a pályát. A szurkolók nemrég elhunyt édesanyját inzultálták.
2014-ben visszatért a Bursasporhoz, majd 2015-ben a Fenerbahçéhoz igazolt. 2016. május 25-én öt hónapos eltiltást kapott az UEFA-versenyektől, miután a 2016. március 17-i Braga elleni Európa-liga nyolcaddöntőn egy incidens során meglökte Ivan Bebek játékvezetőt, amiért leküldték a pályáról.
A 2017–18-as szezon előtt Şen és a Fenerbahçe szerződése felbontásra került. A 2017-es nyári átigazolási időszak vége felé korábbi klubja, a Trabzonspor szerződtette. Mindössze fél év után elhagyta a klubot és a Konyasporhoz költözött.
2019 nyarán kétéves szerződést kötött a török másodosztályban szereplő Adana Demirsporral. A hírek szerint 2021 júniusában távozott a klubtól. A Török labdarúgó-szövetség szerint, az Adana Demirsporral kötött szerződését 2021. június 1-jén 2023-ig meghosszabbították, és nem bontották fel. Ennek ellenére a klub nem nevezte őt a 2021–22-es és a 2022–23-as szezon bajnoki keretébe. 2022 februárjában kölcsönadták a Tuzlaspornak, de március végén a kölcsönszerződést felbontották.

### A válogatottban
2010. március 3-án, 22 évesen debütált a Honduras ellen 2–0-ra megnyert barátságos mérkőzésen Törökország színeiben. A török válogatott tagjaként részt vett a 2016-os Európa-bajnokságon. 2016. november 11-én megszerezte első gólját a válogatottban a 2018-as Vb-selejtező mérkőzésen Koszovó ellen. A mérkőzés 2–0-s török győzelemmel ért véget.

## Statisztika

### Klubcsapatokban
2024. november 5-i állapot szerint.
| Klub             | Szezon           | Bajnokság        | Bajnokság | Bajnokság | Kupa  | Kupa  | Nemzetközi | Nemzetközi | Egyéb | Egyéb | Összes | Összes |
| Klub             | Szezon           | Liga             | Mérk.     | Gólok     | Mérk. | Gólok | Mérk.      | Gólok      | Mérk. | Gólok | Mérk.  | Gólok  |
| ---------------- | ---------------- | ---------------- | --------- | --------- | ----- | ----- | ---------- | ---------- | ----- | ----- | ------ | ------ |
| Bursaspor        | 2007–08          | Süper Lig        | 25        | 1         | 4     | 1     | 0          | 0          | —     | —     | 29     | 2      |
| Bursaspor        | 2008–09          | Süper Lig        | 23        | 1         | 6     | 0     | 0          | 0          | —     | —     | 29     | 1      |
| Bursaspor        | 2009–10          | Süper Lig        | 27        | 7         | 5     | 0     | 0          | 0          | —     | —     | 32     | 7      |
| Bursaspor        | 2010–11          | Süper Lig        | 27        | 2         | 2     | 0     | 5          | 0          | 1     | 0     | 35     | 2      |
| Bursaspor        | 2011–12          | Süper Lig        | 0         | 0         | 0     | 0     | 3          | 0          | —     | —     | 3      | 0      |
| Bursaspor        | Összesen         | Összesen         | 102       | 11        | 17    | 0     | 8          | 0          | 1     | 0     | 128    | 12     |
| Trabzonspor      | 2011–12          | Süper Lig        | 25        | 3         | 1     | 0     | 0          | 0          | —     | —     | 26     | 3      |
| Trabzonspor      | 2012–13          | Süper Lig        | 15        | 3         | 4     | 1     | 2          | 0          | —     | —     | 21     | 4      |
| Trabzonspor      | 2013–14          | Süper Lig        | 3         | 0         | 0     | 0     | 5          | 0          | —     | —     | 8      | 0      |
| Trabzonspor      | Összesen         | Összesen         | 43        | 6         | 5     | 1     | 7          | 0          | 0     | 0     | 55     | 7      |
| Bursaspor        | 2013–14          | Süper Lig        | 13        | 0         | 3     | 1     | 0          | 0          | —     | —     | 16     | 1      |
| Bursaspor        | 2014–15          | Süper Lig        | 30        | 12        | 9     | 5     | 2          | 0          | —     | —     | 41     | 17     |
| Bursaspor        | Összesen         | Összesen         | 43        | 12        | 12    | 6     | 2          | 0          | 0     | 0     | 57     | 18     |
| Fenerbahçe       | 2015–16          | Süper Lig        | 25        | 5         | 8     | 2     | 10         | 0          | —     | —     | 43     | 7      |
| Fenerbahçe       | 2016–17          | Süper Lig        | 26        | 0         | 2     | 1     | 5          | 0          | —     | —     | 33     | 1      |
| Fenerbahçe       | Összesen         | Összesen         | 51        | 5         | 10    | 3     | 15         | 0          | 0     | 0     | 76     | 8      |
| Trabzonspor      | 2017–18          | Süper Lig        | 3         | 0         | 1     | 2     | 0          | 0          | —     | —     | 4      | 2      |
| Konyaspor        | 2018–19          | Süper Lig        | 10        | 1         | 0     | 0     | 0          | 0          | —     | —     | 10     | 1      |
| Adana Demirspor  | 2019–20          | TFF 1. Lig       | 30        | 9         | 0     | 0     | —          | —          | —     | —     | 30     | 9      |
| Adana Demirspor  | 2020–21          | TFF 1. Lig       | 14        | 1         | 1     | 0     | —          | —          | —     | —     | 15     | 1      |
| Adana Demirspor  | Összesen         | Összesen         | 44        | 10        | 1     | 0     | 0          | 0          | 0     | 0     | 45     | 10     |
| Karrier összesen | Karrier összesen | Karrier összesen | 296       | 45        | 48    | 13    | 32         | 0          | 1     | 0     | 377    | 58     |

Jegyzetek
1. ↑  Mérkőzése(i) a Bajnokok Ligájában és az Európa Ligában
2. ↑  Mérkőzése(i) a Török Szuperkupában

### A válogatottban
2024. november 5-i állapot szerint.
| Törökország | Törökország | Törökország |
| Év          | Mérk.       | Gólok       |
| ----------- | ----------- | ----------- |
| 2010        | 2           | 0           |
| 2014        | 2           | 0           |
| 2015        | 8           | 0           |
| 2016        | 12          | 1           |
| 2017        | 2           | 1           |
| Összesen    | 26          | 2           |

#### Góljai a török válogatottban
| #  | Dátum              | Ellenfél | Eredmény | Kiírás       | Esemény |
| -- | ------------------ | -------- | -------- | ------------ | ------- |
| 1. | 2016. november 12. | Koszovó  | 2 – 0    | Vb-selejtező | 55' 76' |
| 2. | 2017. június 11.   | Koszovó  | 1 – 4    | Vb-selejtező | 6' 80'  |

## Sikerei, díjai
Bursaspor
- Török bajnok: 2009–10

 Adana Demirspor
- Török másodosztály bajnok: 2020–21

## Fordítás
- Ez a szócikk részben vagy egészben  a   Volkan Şen című angol Wikipédia-szócikk fordításán alapul.  Az eredeti cikk szerkesztőit annak laptörténete sorolja fel. Ez a jelzés csupán a megfogalmazás eredetét és a szerzői jogokat jelzi, nem szolgál a cikkben szereplő információk forrásmegjelöléseként.

#### Közösségi platformok
- Volkan Şen az Instagramon

#### Egyéb weboldalak
- Volkan Şen adatlapja a Transfermarkt oldalán (angolul)
- Volkan Şen adatlapja a Soccerway oldalon (angolul)
- Volkan Şen adatlapja a Soccerbase oldalán (angolul)
- Volkan Şen adatlapja a National Football Teams oldalán (angolul)
- Volkan Şen adatlapja a Török labdarúgó-szövetség oldalán (törökül)
- Volkan Şen adatlapja a Mackolik oldalán (törökül)
- Volkan Şen az UEFA adatbázisában (angolul)